# Кот в сапогах (мультфильм, 1968)
«Кот в сапогах» — советский рисованный мультфильм 1968 года по сказке Шарля Перро, снятый режиссёрами Валентиной и Зинаидой Брумберг
на киностудии «Союзмультфильм». Юбилейный ремейк одноимённого мультфильма этих же авторов 1938 года.
Фильм изначально задумывался как мюзикл.

## Сюжет
Умирая, старый мельник оставил своим сыновьям наследство, которое поделил так: старшему сыну досталась мельница, среднему сыну — осёл, а младшему достался обычный кот. Опечаленный младший сын с горя решил кота съесть, а его шкуру продать.
Кот испугался и, схватив гитару, спел незадачливому хозяину песенку о том, что он не такой глупый, чтобы с ним так расправляться, и что он ещё сослужит хозяину большую службу. Кот попросил у ошарашенного хозяина сапоги и шляпу, надел пояс, застегнув его на пряжку, и, взяв гитару, пошёл в лес.
В лесу он расставил ловушку и стал выслеживать кроликов. Вскоре на лужайке появились четыре кролика, и кот начал подыгрывать им на гитаре. Они пустились танцевать твист. Подманив таким образом одного из кроликов, кот ловко поймал его в ловушку и спрятал в мешок.
Кот прибежал во дворец. Далее иронически показан бессмысленный бюрократический элемент советской действительности: кот получает на входе бумажку-пропуск, который затем нанизывает на пику спящему при входе охраннику. Далее в той же доле иронии показаны таблички: «к королю», «к принцессе». Кот сначала идёт к принцессе. Находясь в своих покоях, она разгадывает кроссворд. Кот явился перед ней и сказал, что он пришёл от своего хозяина Маркиза Карабаса и просит принять от его имени подарок — кролика. Кролик начинает танцевать твист прямо на столе и бросает принцессе цветочек. Принцесса хватает цветочек и тут же, заочно, влюбляется в Маркиза Карабаса.
Тем временем король собрался обедать. Далее следует сатирический ход, в котором преувеличенно показано питание короля одними консервами, концентратами и полуфабрикатами. Королю до невозможности надоели эти консервированные продукты и он мечтает съесть чего-нибудь натурального, свежего. В этот подходящий момент является кот и изысканно-вежливо просит принять от имени Маркиза Карабаса замечательных куропаток. Король радостно принимает дар и просит кота лично поблагодарить маркиза: «за качество и количество». Далее кот бежит во двор и смотрит распорядок дня короля. Он видит, что в 16 часов король должен совершать прогулку по берегу реки.
Кот бежит к своему хозяину, ловящему рыбу, и срочно просит его раздеваться и прыгать в воду. Хозяин ничего не понимает, тогда кот почти насильно стаскивает с него одежду и толкает его в воду, прося кричать: «Тону! Тону!». Глупый хозяин, сидя по щиколотку в воде, так ничего и не понимает. В этот момент его кусает рак, и он начинает вопить от страха. Тем временем, кот бежит к карете и кричит, что маркиз Карабас тонет. Король останавливает карету и приказывает своим слугам вытащить его из воды и выдать ему самую лучшую одежду. Затем он радостно сажает маркиза Карабаса рядом с принцессой. Кот тем временем убегает вперёд и разворачивает указатель.
Упреждая карету, он кричит косарям на лугу, что если они скажут, что эти луга маркиза Карабаса, то они за это получат бутылку вина. Так и случается: король спрашивает, чьи это луга, и косари ему отвечают, что они принадлежат маркизу Карабасу. Ту же операцию кот проводит и с женщинами, жнущими пшеницу, только женщинам он дарит платочки. На вопрос короля о том, чьи это поля, женщины отвечают что они — маркиза Карабаса.
Король находится в полном восхищении от богатств Маркиза. Естественно, что как потенциальный тесть, он желает посмотреть на замок Маркиза. Кот, слыша это, соскакивает с кареты и со всех ног мчится к стоящему в стороне замку Людоеда. Приходя к Людоеду, кот видит, как тот занимается тяжелой атлетикой, поднимая огромную гирю и напевая мотив песни: «Если хочешь быть здоров… бу-бу-бу-бу». Кот подходит к нему и говорит, что якобы не верит, будто Людоед может превратиться в огромного льва. Людоед иронически отставляет гирю и, в доказательство, начиная вокруг махать дубиной, превращается во льва. Кот сильно пугается и убегает. Людоед возвращается в свой обычный вид и, довольный, злобно смеётся, что напугал кота. Кот возвращается и, как бы невзначай, говорит, что ему его знакомый другой Людоед сказал, что во льва может превратиться «каждый дурак», а вот он умеет превращаться даже в маленькую мышку. Людоеда это задело за живое, и он, демонстрируя коту факт своих умений, с лёгкостью превращается в мышку. Недолго думая, кот прыгает на мышь и убивает её.
Затем кот отрезает себе кусок людоедской волшебной дубины и с её помощью превращает мрачный замок в прелестный и комфортный дворец: вместо скелетов стали вазы с цветами, на стенах появились светлые обои и украшения, а граммофон превратился в телерадиолу.
В этот момент ко дворцу подъезжает король. Он, вместе с Маркизом Карабасом и принцессой, идёт по дворцу и дивится его красотой и убранством. Кот вскакивает на телерадиолу и начинает весело отплясывать. Танец подхватывают Маркиз Карабас и радостная принцесса. Над ними летают амуры и стреляют из луков розами. В заключение кот говорит королю, что мышей он ловит лишь для развлечения, выбрасывая при этом мышку (убитого Людоеда).

## Особенности
Данная экранизация сестёр Брумберг представляет собой осовремененную версию сказки для будущих поколений (ремейк одноимённого мультфильма, выпущенного ими же 30 годами ранее), а посему в ней участвуют объекты, характерные для XIX—XX веков, хотя действие сюжета разворачивается в XVII веке:
- Кот в сапогах, заманивая кроликов, наигрывает им на гитаре твист — танец, появившийся лишь в 1960 году.
- Принцесса разгадывает кроссворд. Несмотря на то, что его подобие известно ещё с начала нашей эры, классический кроссворд появился в XIX веке.
- Королю слуги несут банки с консервами. Такой способ консервирования появился в период наполеоновских войн.
- В замке Людоеда имелся граммофон, превращённый Котом в предмет, напоминающий телерадиолу — самое дорогое устройство для домашних развлечений в 1950—60-х годах в СССР. Граммофон и радио появились в конце XIX века, а телевизор — в конце 1920-х годов.

Заглавный персонаж этого мультфильма — это грациозный белый кот с большими жёлтыми глазами (в нескольких кадрах они показаны зелёными). На ногах он носит красные сапоги, а на голове — синюю шляпу, украшенную белым пером. Также тут у Кота присутствует голубой пояс с синей пряжкой.

## Создатели
- Режиссёры-постановщики: Валентина и Зинаида Брумберг
- Текст песен и диалог Мориса Слободского
- Художники-постановщики: Лана Азарх, Валентин Лалаянц
- Композитор: Александр Варламов
- Оператор: Борис Котов
- Звукооператор: Георгий Мартынюк
- Редактор: Раиса Фричинская
- Монтажёр: Елена Тертычная
- Ассистент режиссёра: Татьяна Фёдорова
- Художники-мультипликаторы:
  - Фаина Епифанова
  - Владимир Арбеков
  - Елена Вершинина
  - Елизавета Комова
  - Борис Бутаков
  - Владимир Крумин
  - Александр Давыдов
  - Е. Муханова
  - Сергей Маракасов
  - Лидия Модель
  - Татьяна Померанцева
  - Аркадий Шер
- Роли озвучивали:
  - Игорь Дивов — кот
  - Василий Ливанов — сын мельника
  - Анатолий Папанов — людоед
  - Евгений Весник — король
  - Клара Румянова — принцесса
- Директор картины: Фёдор Иванов

## Переиздания на DVD
Мультфильм неоднократно переиздавался на DVD в сборнике мультфильмов «Кот и кошка», «Союзмультфильм».

## Книга по мультфильму
Кот в сапогах. — АСТ, 2013. — 48 с. — (Союзмультфильм представляет). — ISBN 978-5-17-077362-6. Иллюстрации по мультфильму. На обложке полное название книжной серии: «Союзмультфильм представляет: впервые — легендарные мультфильмы в книгах!».